# Kasteel van Cugnon
Het Kasteel van Cugnon in Cugnon (gemeente Bertrix) is twee eeuwen geleden gebouwd door de prins van Löwenstein. In het begin van de 20e eeuw is het kasteel in handen gekomen van de familie Pierlot. Hubert Pierlot die het kasteel bewoonde, was eerste minister in ballingschap van België tijdens de Tweede Wereldoorlog. Na de oorlog kreeg hij voor zijn verdiensten voor het land de titel comte (graaf). Na zijn overlijden werd zijn zoon eigenaar van het kasteel; hij renoveerde het om er zelf te gaan wonen. Na zijn dood heeft zijn vrouw nog enkele jaren gastenkamers uitgebaat, maar later was zij genoodzaakt het kasteel te verkopen.
Het kasteeldomein is nu eigendom van de familie Schuwer die het heeft gerenoveerd en omgedoopt tot "Château Thermes de Cugnon". Het wordt nu verhuurd voor groepen van 15 tot 40 personen voor een weekendje weg, familiereünie, trouwfeest, seminar of bedrijfsuitje. In de dependance zijn een overdekt zwembad, twee jacuzzi's en een sauna. 